# قرطاج بيرصة
قرطاج بِيرِصَة أحد أحياء مدينة قرطاج.وهي تمثل الجزء الشرقي من المدينة وتعتبر أحد أرقي ضواحي العاصمة تونس وتتميز بالطبيعة الهادئة والإطلالة علي البحر.